# انفیس انرژی
انفیس انرژی (انگلیسی: Enphase Energy) شرکت انرژی آمریکایی است، که در سال ۲۰۰۶ تأسیس شد.